# Liste nationaler Eishockeymeister 2004
Diese Liste enthält die Landesmeister im Herren-Eishockey der Saison 2003/2004 bzw. 2004. Aufgeführt sind nationale Meister der Länder, die Vollmitglied der IIHF sind oder in der IIHF-Weltrangliste geführt werden. Ersatzweise wird der Gewinner der höchsten Profiliga aufgeführt, wenn ein nationaler Meister nicht explizit ermittelt wird (z. B. NHL-Gewinner in Nordamerika oder ALIH-Sieger in Ostasien).

## Deutschland, Österreich und Schweiz
| Wettbewerb                | Meister bzw. Titelträger | Vizemeister     | Absteiger          |
| Deutsche Eishockey Liga   | Frankfurt Lions          | Eisbären Berlin | Wölfe Freiburg     |
| Erste Bank Eishockey Liga | EC KAC                   | EC VSV          | Supergau Feldkirch |
| Nationalliga A            | SC Bern                  | HC Lugano       | EHC Basel          |

## Europa
| Land/Meisterschaft     | Liganame                           | Meister                         | Finalgegner                   |
| Belarus                | Extraliga                          | HK Junost Minsk                 | HK Keramin Minsk              |
| Belgien                | Eredivisie                         | Olympia Heist op den Berg       | White Caps Turnhout           |
| Bulgarien              | Bulgarische Eishockeyliga          | HK Slawia Sofia                 | HK Lewski Sofia               |
| Dänemark               | Superligaen                        | Esbjerg Oilers                  | Aalborg Panthers              |
| Estland                | Meistriliiga                       | HC Panter Tallinn               | Narva PSK                     |
| Finnland               | SM-Liiga                           | Kärpät Oulu                     | TPS Turku                     |
| Frankreich             | Super 16                           | HC Amiens Somme                 | Brûleurs de Loups de Grenoble |
| Großbritannien         | Elite League                       | Sheffield Steelers              | Nottingham Panthers           |
| Island                 |                                    | Skautafélag Akureyrar           |                               |
| Italien                | Serie A1                           | HC Milano Vipers                | Asiago Hockey                 |
| Kasachstan             | Kasachische Eishockeymeisterschaft | Kaszink-Torpedo Ust-Kamenogorsk | Gornjak Rudny                 |
| Kroatien               | Prvenstvo Hrvatske                 | KHL Medveščak Zagreb            | KHL Zagreb                    |
| Lettland               | Lettische Eishockeyliga            | HK Riga 2000                    | ASK/Ogre                      |
| Litauen                | Litauische Eishockeyliga           | Energija Elektrenai             | Garsu Pasaulis Vilnius        |
| Niederlande            | Eredivisie                         | Amsterdam Bulldogs              | Diamant Trappers Tilburg      |
| Norwegen               | Eliteserien                        | Storhamar Dragons               | Vålerenga IF                  |
| Polen                  | Ekstraliga                         | Dwory S.S.A. Unia Oświęcim      | Podhale Nowy Targ             |
| Rumänien               | 1. Liga                            | SC Miercurea Ciuc               | Steaua Bukarest               |
| Russland               | Superliga                          | HK Awangard Omsk                | HK Metallurg Magnitogorsk     |
| Schweden               | Elitserien                         | HV71                            | Färjestad BK                  |
| Serbien und Montenegro | Serbische Eishockeyliga            | HK Vojvodina Novi Sad           |                               |
| Slowakei               | Extraliga                          | HC Dukla Trenčín                | HKm Zvolen                    |
| Slowenien              | Slowenische Eishockeyliga          | HDD Olimpija Ljubljana*         | HK Acroni Jesenice            |
| Spanien                | Superliga                          | CH Jaca                         | CG Puigcerdà                  |
| Tschechien             | Extraliga                          | HC Hamé Zlín                    | HC Slavia Prag                |
| Ukraine                | Wyschtscha Liha                    | HK Sokil Kiew                   | HK Kiew                       |
| Ungarn                 | Borsodi Jégkorong Liga             | Alba Volán Fevita               | Dunaújvárosi Acélbikák        |

## Außereuropäische Ligen
| Land/Meisterschaft | Liganame                    | Meister                   | Finalgegner                    |
| Armenien           |                             | HC Dinamo Jerewan         |                                |
| Australien         | AIHL1                       | Western Sydney Ice Dogs   | Newcastle North Stars          |
| China              |                             | Qiqihar                   |                                |
| Hongkong           |                             | Sunday                    |                                |
| Israel             |                             | HC Maccabi Amos Lod       |                                |
| Japan/Südkorea     | ALIH2                       | Nippon Paper Cranes       | Kokudo Ice Hockey Team         |
| Kanada             | Memorial Cup                | Kelowna Rockets           | Gatineau Olympiques            |
| Kanada             | Allan Cup                   | Garaga de Saint-Georges   | Ministikwan Islanders          |
| Mexiko             |                             | Lomas Verdes 1            |                                |
| Mongolei           |                             | Baganuur                  |                                |
| Neuseeland         |                             | Auckland Whalers          |                                |
| Nordamerika        | NHL                         | Tampa Bay Lightning       | Calgary Flames                 |
|                    | AHL                         | Milwaukee Admirals        | Wilkes-Barre/Scranton Penguins |
| Nordkorea          |                             | Phyongchang Choldo        |                                |
| Singapur           |                             | Brewerkz Bruins           |                                |
| Südafrika          | Interprovincial Tournament1 | Krugersdorp Wildcats      |                                |
| Südkorea           |                             | Halla Winea               |                                |
| Türkei             | Superliga                   | Polis Akademisi ve Koleji |                                |
| Vereinigte Staaten | NCAA                        | University of Denver      | University of Maine            |

1 Liga wurde vollständig im Kalenderjahr 2004 ausgetragen

2 In der Saison 2003/04 fanden keine Play-offs statt, Meister wurde der Tabellenführer am Ende der regulären Saison